# Thomas Hickersberger
Thomas Hickersberger (* 21. August 1973 in Offenbach am Main, Deutschland) ist ein ehemaliger österreichischer Fußballspieler und derzeitiger -trainer.

## Karriere

### Als Spieler
Thomas Hickersberger bestritt seine ersten Meisterschaftsspiele für den First Vienna FC. Später wechselte er zu Vorwärts Steyr, mit dem er 1998 in die Bundesliga aufstieg. Ein Jahr später entschied er sich zu einem Wechsel zu SW Bregenz. Nach einem Jahr bei SW Bregenz und einem weiteren Jahr bei Admira Wacker Mödling landete er schließlich im Jänner 2002 beim SV Austria Salzburg. Dort wurde er während seines sechsmonatigen Engagements in die Nationalmannschaft einberufen, bei der er am 27. März 2002 beim 2:0-Sieg über die Slowakei in der Schlussphase für Ivica Vastić eingewechselt wurde.
Anschließend wechselte der Verteidiger in die Regionalliga Ost, wo er den Wiener Sportklub als spielender Trainerassistent betreute. Im Sommer 2006 kehrte der mittlerweile dreifache Vater zurück zur Vienna. Diese spielte zum damaligen Zeitpunkt ebenfalls in der Regionalliga Ost.

### Als Trainer
Bei der Vienna konnte er nach dem offiziellen Ende seiner Spielerkarriere ab Sommer 2007 und bis Juni 2010 als Co-Trainer arbeiten (Aufstieg in die Erste Liga im Juni 2009). Ab Juli 2010 war er für in Fußballakademie der Admira tätig. Dort betreute er eine Saison lang als Cheftrainer das Team der U16.
Ab dem 1. Juni 2011 gehörte Thomas Hickersberger zum Trainerstab des SK Rapid Wien. Nach dem Abgang von Peter Schöttel fungierte Hickersberger weiterhin als Co-Trainer unter dem am 17. April 2013 ernannten Trainer Zoran Barisic und blieb auch in der Ära Mike Büskens in dieser Funktion. Im November 2016 wurde er gemeinsam mit Büskens entlassen.
Ab Sommer 2017 war Thomas Hickersberger Co-Trainer des SCR Altach unter Trainer Klaus Schmidt. Im Jänner 2018 wechselte er zurück zu Rapid, um dort Goran Djuricin zu unterstützen. Auch unter Djuricins Nachfolger Dietmar Kühbauer blieb er im Trainerstab. Nach der Trennung von Kühbauer im November 2021 übernahm Hickersberger gemeinsam mit Steffen Hofmann das Cheftraineramt der Rapidler. In drei Spielen unter der Führung des Duos holte Rapid jeweils einen Sieg, Niederlage und Remis. Ende des Monats wurde Ferdinand Feldhofer zum Cheftrainer bestellt und die beiden kehrten wieder auf ihre ursprüngliche Position zurück. Mitte November 2023 wurde er als Co-Trainer entlassen.

## Persönliches
Der Sohn von Josef Hickersberger kam in der deutschen Stadt Offenbach am Main zur Welt, da sein Vater zu dieser Zeit bei Kickers Offenbach aktiv war.

## Erfolge
- Aufstieg in die Bundesliga mit Vorwärts Steyr 1998
- 1 Spiel für die österreichische Fußballnationalmannschaft 2002
- Aufstieg in die Erste Liga mit dem First Vienna FC 2009